# Chiesa di San Rocco (Raeren)
La chiesa di San Rocco, anche nota come chiesa di San Rocco e Santa Genoveffa, è la parrocchiale a Hauset, frazione del comune di Raeren nella Vallonia. Appartiene alla diocesi di Liegi e risale al XIX secolo.

## Storia

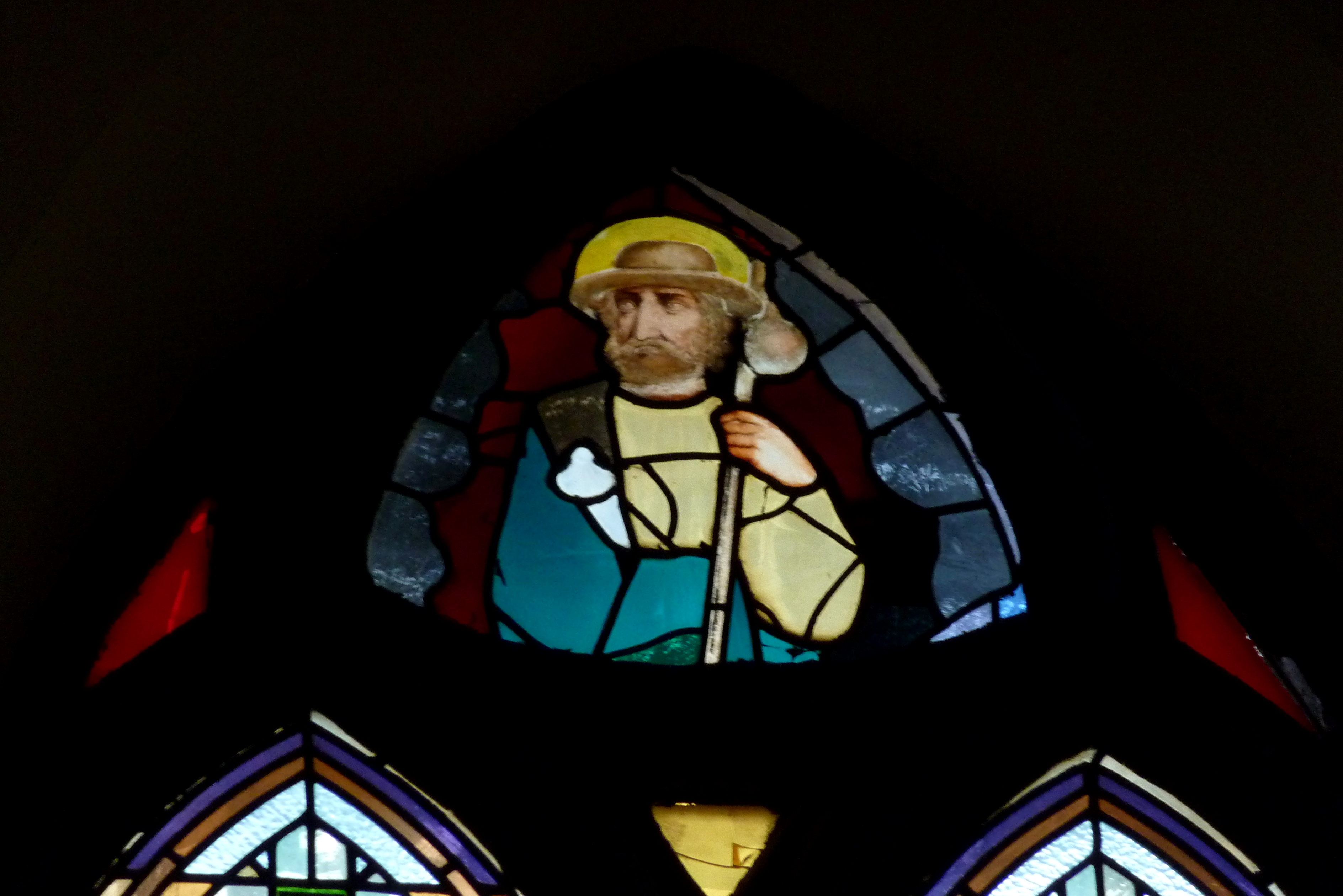
Particolare di vetrata policroma con la raffigurazione di San Rocco.

Dal punto di vista della giurisdizione ecclesiastica questo territorio vicino al confine con la Germania rimase a lungo legato alla diocesi di Aquisgrana ed entrò stabilmente nella diocesi di Liegi dal 1944.
Il cantiere per la costruzione venne aperto con la posa della prima pietra il 7 aprile 1857. I progetti vennero preparati ad Aquisgrana e i lavori vennero ultimati in due anni. Venne elevata a dignità di chiesa parrocchiale nel 1861. Dopo la dedicazione della parrocchia a San Rocco, nel 1862 fu eletta come seconda patrona anche Santa Genoveffa. La solenne consacrazione fu celebrata nel 1868 da Paul Ludolf Melchers, arcivescovo di Colonia.

## Descrizione

### Esterni
La chiesa si trova nell'abitato di Hauset, piccolo villaggio belga germanofono a minor distanza dal confine tedesco rispetto al capoluogo di Raeren e mostra tradizionale orientamento verso est. La sua struttura è neogotica ed è caratterizzata dalla grande torre campanaria che si trova in posizione avanzata sulla sua facciata. La cella di grandi dimensioni si apre con quattro finestre a bifora e la copertura è a forma di piramide a base quadrata.

### Interni
Nella sala la luce arriva dalle numerose e ricche vetrate policrome che si trovano nella alte finestre sulle pareri laterali. Nella cantoria è presente l'organo a canne che vi è stato installato nel 1963.